# Перпетуини, Риккардо
Рикка́рдо Перпетуи́ни (итал. Riccardo Perpetuini; 4 августа 1990, Латина) — итальянский футболист, центральный полузащитник.

## Карьера
Риккардо Перпетуини начал играть в футбол в школе своего родного города Чистерна-Ди-Латина. Через некоторое время игрок попал в школу клуба «Лацио». В 2007 году Перпетуини покинул свой город и уехал в Рим, чтобы выступать за Примаверу «бьянкочелести». В июне 2008 года Риккардо впервые начал тренироваться с основным составом команды, проведя несколько товарищеских игр.
17 мая 2009 года в возрасте 18-ти лет Перпетуини дебютировал в основном составе команды в матче Серии А с клубом «Палермо», заменив на 69-й минуте встречи Усмана Дабо; «Лацио» матч проиграл 0:2. В следующем сезоне Риккардо провёл 2 игры в чемпионате и 1 октября 2009 года дебютировал в Лиге Европы в матче с софийским «Левски», позже провёл ещё две игры в еврокубке.
12 января 2010 года Перпетуини был передан по формуле бесплатной аренды в клуб «Кротоне», за который провёл 9 игр.
7 января 2011 года Перпетуини был арендован «Фоджей».

## Достижения
- Обладатель Кубка Италии: 2009
- Обладатель Суперкубка Италии: 2009